# Dynamena anceps
Dynamena anceps is een hydroïdpoliep uit de familie Sertulariidae. De poliep komt uit het geslacht Dynamena. Dynamena anceps werd in 1938 voor het eerst wetenschappelijk beschreven door Fraser. 